# Кралство Исландия
Кралство Исландия (на исландски: Konungsríkið Ísland) е конституционна монархия, просъществувала от 1 декември 1918 г. до 17 юни 1944 г., когато е обявена Република Исландия.

## Предистория
Исландия е под контрола на датската корона още от 1380 г., макар Норвегия да има формална власт до 1814 г. През 1874 г. – хиляда години след първия исландски заселник, Дания дава на Исландия собствено управление, което изтича през 1904 г. Конституцията, написана 1874 г., е ревизирана през 1903 г., а министърът по исландските въпроси в датското правителство, чиято резиденция е в Рейкявик, става отговорен директно пред Алтинга – исландския парламент.

## Основаване
Договор от 1 декември 1918 г. води до консенсус с Дания, която признава Исландия като напълно независима държава, обединена с Датското кралство в лична уния. Кралство Исландия избира собствен флаг, но исландското правителство пожелава Дания да го представлява по въпроси относно външните работи и защитата на страната. Договорът се преразглежда през 1940 г., както е уговорено още през 1918 г., ала вследствие липса на решение Исландия се обявява за република четири години по-късно.

## ВСВ и обявяване на република
Нацистка Германия окупира Дания на 9 април 1940 г., при което връзката между Исландия и Дания става значително ограничена. Като резултат, на 10 април Парламентът на Исландия (Алтингът) решава да поеме контрол над външните работи, избирайки временен губернатор – Свейтн Пьосон, който впоследствие става и първият президент на републиката. По време на първите години от Втората световна война Исландия запазва позиция на неутралност, действайки едновременно срещу британски и немски сили, нарушаващи правилата на неутралитет. На 10 май 1940 британски военни сили започват инвазия на Исландия, като отплават за Рейкявик, поставяйки начало на Операция Форк.
Правителството на Исландия надига глас на протест срещу това, което те наричат „очевидно потъпкване“ на исландската неутралност. В деня на инвазията министър-председателят Херман Йоунасон прочита изявление по радиото, съветвайки исландците да се държат учтиво с британските войници сякаш са гости. Окупацията на Исландия от Съюзниците продължава през цялата война.
В апогея на своята окупация в Исландия британците имат около 25 хил. войници, намиращи се на исландска територия. Всичко, което вършат, е да елиминират нуждата от работна ръка в околността на Рейкявик и стратегически важните места. През юли 1941 отговорността за защита на Исландия пада върху плещите на Съединените щати според Американско-Исландското съглашение за защита. Британците се нуждаят от всички свои сили у дома и поради това принуждават Алтинга да се съгласи американски сили да окупират острова. Над 40 хил. войници са разположени в Исландия, което надвишава броя на всички пълнолетни мъже на острова. По това време Исландия има население от около 120 000 души.
След референдум на 24 май 1940 г. Исландия официално става независима република на 27 юни 1944 г., докато Дания все още е окупирана от Германия. Мнозина датчани се чувстват обидени, че решението на исландците е взето в такъв момент. Въпреки това датският крал Кристиан X изпраща поздравително съобщение на исландския народ.